# Abbazia di Melrose
L'abbazia di Melrose (in inglese, Melrose abbey), situata a Melrose, in Scozia, fu fondata nel 1136 dai monaci cistercensi, su richiesta del re Davide I di Scozia. Al giorno d'oggi l'abbazia è mantenuta da Historic Scotland.
La parte orientale dell'abbazia fu completata nel 1146; durante i successivi cinquant'anni altre costruzioni vennero aggiunte al complesso. L'abbazia fu costruita a forma di croce di San Giovanni, uno stile gotico di architettura. Una considerevole porzione dell'abbazia è ora ridotta a rovine, sebbene una struttura datata 1590 venga mantenuta come museo aperto al pubblico.
Alessandro II ed altri re e nobili scozzesi sono sepolti nell'abbazia. Si dice che anche il cuore imbalsamato di Robert Bruce riposi nel terreno dell'abbazia, dopo essere stato riportato indietro dalle crociate. Nel 1812, una bara di pietra, che secondo alcune speculazione apparteneva a Michael Scott, il filosofo e "stregone", fu trovata in un corridoio nel presbiterio sud dell'abbazia.
È conosciuta per i suoi molti dettagli decorativi scolpiti, che comprendono immagini di santi, draghi, doccioni e piante. Su una delle scale dell'abbazia vi è un'iscrizione del maestro massone John Morow: Be halde to ye hende ("Ricorda, la fine, la tua salvezza"), che è diventata il motto della cittadina di Melrose.

## Storia
Esisteva un monastero dedicato ad Aidano di Lindisfarne costruito a Melrose nel VI secolo, in un sito circa due miglia a est del luogo in cui si erge ora l'abbazia di Melrose. Fu distrutto da Kenneth I di Scozia nell'839.
Re Davide I voleva che la nuova abbazia fosse costruita nello stesso sito ma i cistercensi insistettero dicendo che la terra non era sufficientemente buona per coltivare e scelsero il sito odierno. L'abbazia divenne la motherchurch ("chiesa madre") dell'ordine in Scozia.
Intorno all'abbazia presto si formò una città. Nel 1322 la città venne attaccata dall'esercito di Edoardo II e l'abbazia fu distrutta durante l'attacco. Fu ricostruita con l'aiuto del re Roberto I di Scozia, il cui cuore imbalsamato si dice sia stato sepolto nell'abbazia, rinchiuso in una cassa di piombo.
Nel 1385 l'abbazia fu data alle fiamme da Riccardo II di Inghilterra mentre respingeva verso Edimburgo l'esercito di Davide II di Scozia. L'abbazia fu ricostruita lungo un periodo di circa 100 anni; la costruzione non era ancora terminata quando Giacomo VI la visitò nel 1504.
Nel 1544, mentre le armate inglesi rastrellavano la Scozia nell'intento di convincere gli scozzesi a consentire la promessa in sposa dell'infanta Maria Stuart al figlio di Enrico VIII, l'abbazia venne nuovamente pesantemente danneggiata e non fu mai più riparata completamente. Questo portò al suo declino come monastero funzionante. L'ultimo abate fu James Stuart (figlio di Giacomo V di Scozia) che morì nel 1559. Nel 1590 morì l'ultimo monaco di Melrose.
L'abbazia subì un ultimo assalto - alcune delle sue mura mostrano ancora i segni delle cannonate dopo essere state bombardate da Oliver Cromwell durante la guerra civile inglese.
Nel 1610, una parte della chiesa dell'abbazia fu convertita in chiesa parrocchiale per la città circostante fino al 1810, quando una nuova chiesa fu eretta nella città di Melrose.
Nel 1996 uno scavo archeologico sul sito dissotterrò un contenitore conico di piombo ed una placca di rame cesellata con le parole «The enclosed leaden casket containing a heart was found beneath Chapter House floor, March 1921, by His Majesty's Office of Works» ("Lo scrigno di piombo qui racchiuso contenente un cuore fu trovato sotto il pavimento della Chapter House nel marzo del 1921 dall'Ufficio dei Lavori di Sua Maestà"). Il contenitore plumbeo non venne aperto, ma si pensa, siccome non ci sono altre testimonianze di altri cuori sepolti a Melrose, che quello fosse veramente il cuore di Robert Bruce. Il contenitore venne risotterrato presso l'abbazia di Melrose il 22 giugno 1998. Il 24 giugno fu inaugurato un plinto che copre il sito della sepoltura del contenitore.

## Sir Walter Scott
Lo scrittore scozzese Walter Scott, nel 1811, nello stesso periodo in cui ricevette il titolo di sir, acquistò un possedimento ad Abbotsford, sulle rive del fiume Tweed. Da buon autore romantico era incantato dalla bellezza delle rovine: Melrose e la sua abbazia divennero uno dei temi ricorrenti della sua opera. Certo i più conosciuti e delicati versi li troviamo in The Lay of the Last Minstrel il cui Canto second (sic) inizia con:
(Sir Walter Scott, The Lay of the Last Minstrel, Canto second)
Per la loro notorietà questi versi sono diventati quasi slogan turistico e sono citati perfino in un film di Frank Capra del 1961, Pocketful of Miracles (Angeli con la pistola).

## Elenco degli Abati di Melrose
- Riccardo, 1136-1148[1]
- San Valteno (Waltheof), 1148-1159
- Guglielmo, 1159-1170
- Jocelin di Glasgow, 1170-1174[2]
- Laurence, 1175-1178
- Ernald, 1179 - 1189
- Reiner, 1189-1194
- Radulf (I), 1194-1202[3]
- Guglielmo, 1202-1206
- Patrick, 1206-1207
- Adamo,1207-1213[4]
- Ugo di Clipstone, 1214-1215
- Guglielmo di Courcy, 1215-1216
- Radulf II, 1216-1219
- Adamo di Harkarres, 1219-1246
- Matteo, 1246-1261
- Adamo di Maxton, 1261-1267[5]
- Giovanni di Edrom (o Ederham), 1267- 1268 (o 1269)[6]
- Robert de Keldeleth,[7] 1269-1273
- Patrizio di Selkirk, 1273–1296
- ???[8]
- Guglielmo de Fogo, 1310–1329
- Tommaso di Soutra, 1333 o 1335- verso il 1342
- Guglielmo di St Andrews, 1342–1376
- Gilberto di Roxburgh, 1391–1392
- David Benyng (o Binning), 1394–1422
- Giovanni Fogo, 1425–1434
- Riccardo Londy (o Lundy), 1440–1444
- Andrea Hunter, 1444-1465
- Robert Blackadder, 1471–1483
- Richard Lamb, 1472-1483
- John Brown (o Carnecorss), 1483–1486
- ???, 1486[9]
- ???, 1486[9]
- Davide Brown, 1486-1507/10
  - Bernardo Bell, rivale di David Brown, 1486–1503
  - Guglielmo Turnbull, rivale di David Brown, 1503-1507[10]
- Roberto Betoun,[11] 1507/10-1521 x 1524
- Giovanni Maxwell, 1524-1526
- Andrew Durie, 1525-1541[12]

## Elenco degli abati commendatari
- Giacomo Stewart,[13] 1535-1557
- cardinale Luigi di Guisa, 1558-1559
- Giacomo Balfour, 1559–1564
- Michele Balfour, 1564–1568
- Giacomo Douglas di Lochleven, 1569-1620